# Lennart Blomdahl

Lennart Blomdahl

Lennart Blomdahl is een Zweeds carambolebiljarter die evenals zijn beroemde zoon Torbjörn Blomdahl gespecialiseerd is in het driebanden. 
Hij speelde (en won!) pas internationale kampioenschappen nadat zijn zoon de wereldtop bereikt had. Hij won het Europees kampioenschap driebanden in 1989 door in de finale Richard Bitalis te verslaan. 
Hij won met zijn zoon het wereldkampioenschap driebanden voor landenteams in 1987 en 1991. Bij dat toernooi eindigde hij op de tweede plaats in 1985 en 1990 (beide keren met zijn zoon) en 1995 (met Mats Noren) en op de derde plaats in 1993 (met zijn zoon). 